# Ernst Schmidt (Oberamtmann)
Ernst Schmidt (* 22. Juli 1874 in Crailsheim; † 23. August 1932 in Stuttgart) war ein württembergischer Oberamtmann.

## Leben
Schmidt, Sohn eines Färbereibesitzers und evangelischer Konfession, studierte von 1892 bis 1899 Rechts- und Regiminalwissenschaft in Tübingen und Berlin. Er legte 1899 die erste und 1900 die zweite höhere Dienstprüfung ab. 
Danach trat er in die württembergische Innenverwaltung ein. Er leitete als Oberamtmann das Oberamt Göppingen von 1918 bis 1921. 1920 erhielt er den Titel Kollegialrat. Von 1922 bis 1932 war er im württembergischen Innenministerium tätig zunächst als Oberregierungsrat und ab 1925 als Ministerialrat.